# Elkan-Vogel
Elkan-Vogel est une maison américaine d'édition musicale fondée en 1928.

## Historique
La société Elkan-Vogel est fondée en 1928 par Henri Elkan (né le 23 novembre 1897 à Anvers et mort le 12 juin 1980 à Philadelphie) et Adolph Vogel (né à le 12 février 1893 West Orange dans le New Jersey et mort le 28 juillet 1981 à Merion en Pennsylvanie), comme société de vente au détail de musique. Elle est basée à Philadelphie. 
En 1929, un nouvel associé, en la personne de Bernard Kohn, rejoint la société, qui se développe et commence à publier de la musique. 
En 1952, Elkan quitte la maison d'édition et le compositeur Vincent Persichetti devient directeur des publications de la société. 
La maison d'édition connaît le succès en étant notamment distributeur exclusif aux États-Unis des catalogues Durand et Jobert, éditeurs de la plupart des œuvres de Debussy et de Ravel. Au catalogue d'Elkan-Vogel, figurent également les compositeurs Jean Langlais, Harl McDonald (en), Darius Milhaud, Persichetti et Richard Yardumian (en). L'éditeur acquiert les agences américaines des éditions Henry Lemoine, des Éditions Rideau Rouge, des Éditions Philippo, de Hamelle, du Consortium Musical, de La Schola Cantorum & Procure Générale et de Dolmetsch Recorders. 
En janvier 1970, Elkan-Vogel devient une filiale de Theodore Presser et déménage à Bryn Mawr (Pennsylvanie).